# 陳閏
陳閏，福建福州府懷安县人，明朝政治人物、進士出身。

## 生平
永樂三年，福建乙酉乡试中舉。永樂四年，登丙戌科會試中進士。